# الیاس‌آباد (ارژن)
الیاس‌آباد (ارژن)، روستایی از توابع بخش ارژن شهرستان شیراز در استان فارس ایران است.

## جمعیت
این روستا در دهستان قره چمن قرار دارد و براساس سرشماری مرکز آمار ایران در سال ۱۳۸۵، جمعیت آن ۲۶۸ نفر (۷۱خانوار) بوده‌است.